# Linyphia perampla
Linyphia perampla är en spindelart som beskrevs av O. Pickard-Cambridge 1885. Linyphia perampla ingår i släktet Linyphia och familjen täckvävarspindlar. Inga underarter finns listade i Catalogue of Life.